# Andy Irving
Andy Irving (Edimburgo, 13 maggio 2000) è un calciatore scozzese, centrocampista del West Ham Utd.

## Carriera

### Club
Prodotto del vivaio degli Hearts, il 23 giugno 2017 passa in prestito al Berwick Rangers, in quarta divisione, fino al gennaio 2018.
Una volta rientrato dal prestito, esordisce in prima squadra il 24 gennaio 2018, in occasione dell'incontro di Scottish Premiership vinto per 0-3 contro l'Hamilton Academical. Al termine della stagione, totalizza 4 presenze in campionato.
Il 31 luglio successivo, dopo aver giocato nello stesso mese due partite nella Coppa di Lega scozzese, passa in prestito al Falkirk, in seconda divisione, fino al gennaio 2019.
Rientrato dal prestito, gioca per altre due stagioni e mezza con gli Hearts, ottenendo nel mezzo anche la vittoria di un campionato cadetto.
Il 22 giugno 2021 viene ceduto al Türkgücü, formazione militante nella terza divisione tedesca.
Nel luglio 2022 viene acquistato dell'Austria Klagenfurt, società della Bundesliga austriaca.
Il 1º settembre 2023 viene acquistato dal West Ham Utd che, contestualmente, lo lascia in prestito in Austria per un'altra stagione.

### Nazionale
Ha rappresentato le nazionali giovanili scozzesi Under-17, Under-19 ed Under-21.
Il 1º ottobre 2024 viene convocato per la prima volta in nazionale maggiore, con cui ha debuttato il 9 giugno 2025 nell'amichevole vinta per 0-4 in trasferta contro il Liechtenstein.

## Statistiche

### Presenze e reti nei club
Statistiche aggiornate al 31 luglio 2022.
| Stagione        | Squadra            | Campionato      | Campionato | Campionato | Coppe nazionali | Coppe nazionali | Coppe nazionali | Coppe continentali | Coppe continentali | Coppe continentali | Altre coppe | Altre coppe | Altre coppe | Totale | Totale |
| Stagione        | Squadra            | Comp            | Pres       | Reti       | Comp            | Pres            | Reti            | Comp               | Pres               | Reti               | Comp        | Pres        | Reti        | Pres   | Reti   |
| --------------- | ------------------ | --------------- | ---------- | ---------- | --------------- | --------------- | --------------- | ------------------ | ------------------ | ------------------ | ----------- | ----------- | ----------- | ------ | ------ |
| 2017-gen. 2018  | Berwick Rangers    | SL2             | 18         | 2          | CS+CdL          | 2+4             | 0               |                    | -                  | -                  |             | -           | -           | 24     | 2      |
| gen.-giu. 2018  | Hearts             | SP              | 4          | 0          | CS+CdL          | 0               | 0               |                    | -                  | -                  |             | -           | -           | 4      | 0      |
| lug. 2018       | Hearts             | SP              | 0          | 0          | CS+CdL          | 0+2             | 0               |                    | -                  | -                  |             | -           | -           | 2      | 0      |
| 2018-gen. 2019  | Falkirk            | SC              | 19         | 0          | CS+CdL          | 1+0             | 0               |                    | -                  | -                  |             | -           | -           | 20     | 0      |
| gen.-giu. 2019  | Hearts             | SP              | 1          | 0          | CS+CdL          | 0               | 0               |                    | -                  | -                  |             | -           | -           | 1      | 0      |
| 2019-2020       | Hearts             | SP              | 18         | 0          | CS+CdL          | 4+5             | 1+1             |                    | -                  | -                  |             | -           | -           | 27     | 2      |
| 2020-2021       | Hearts             | SC              | 23         | 2          | CS+CdL          | 1+3             | 0+1             |                    | -                  | -                  |             | -           | -           | 27     | 3      |
| 2021-2022       | Türkgücü           | 3L              | 23         | 1          | CG              | 1               | 0               |                    | -                  | -                  |             | -           | -           | 24     | 1      |
| 2022-2023       | Austria Klagenfurt | BL              | 2          | 0          | CA              | 0               | 0               |                    | -                  | -                  |             | -           | -           | 2      | 0      |
| Totale carriera | Totale carriera    | Totale carriera | 108        | 4          |                 | 23              | 3               |                    | -                  | -                  |             | -           | -           | 131    | 7      |

### Cronologia presenze e reti in nazionale
| Cronologia completa delle presenze e delle reti in nazionale ― Scozia | Cronologia completa delle presenze e delle reti in nazionale ― Scozia | Cronologia completa delle presenze e delle reti in nazionale ― Scozia | Cronologia completa delle presenze e delle reti in nazionale ― Scozia | Cronologia completa delle presenze e delle reti in nazionale ― Scozia | Cronologia completa delle presenze e delle reti in nazionale ― Scozia | Cronologia completa delle presenze e delle reti in nazionale ― Scozia | Cronologia completa delle presenze e delle reti in nazionale ― Scozia |
| Data                                                                  | Città                                                                 | In casa                                                               | Risultato                                                             | Ospiti                                                                | Competizione                                                          | Reti                                                                  | Note                                                                  |
| --------------------------------------------------------------------- | --------------------------------------------------------------------- | --------------------------------------------------------------------- | --------------------------------------------------------------------- | --------------------------------------------------------------------- | --------------------------------------------------------------------- | --------------------------------------------------------------------- | --------------------------------------------------------------------- |
| 9-6-2025                                                              | Vaduz                                                                 | Liechtenstein                                                         | 0 – 4                                                                 | Scozia                                                                | Amichevole                                                            | -                                                                     | 59’                                                                   |
| Totale                                                                |                                                                       | Presenze                                                              | 1                                                                     |                                                                       | Reti                                                                  | 0                                                                     |                                                                       |

## Palmarès

### Club

#### Competizioni nazionali
- Scottish Championship: 1

Hearts: 2020-2021